# Houma

Bandera de la United Houma Nation.

Los houma son una tribu de amerindios norteamericanos que hablan una lengua muskogi. Su nombre significaba «rojo» y posiblemente era una abreviatura de saktihomma «cangrejo rojo». Eran una fracción independizada del pueblo choctaw.

## Localización
Su primer asentamiento estaba en la orilla oriental del río Misisipi, cerca de la línea fronteriza entre los actuales estados de Misisipi y Luisiana, próximo al actual Pinckney (Misisipi). Tenían dos poblados cerca, Bayou La Fourche y Great Houma.

## Demografía
Según Mooney (1928), en 1600 eran unos 1000 individuos. En 1699 Iberville afirmó que tenían 140 cabañas y 350 guerreros, mientras que en el segundo viaje los calculó en 600-700. Hacia 1718 habían sufrido epidemias de peste y masacres. Así, La Harpe calcula únicamente 60 cabañas y 200 guerreros. En 1739 un oficial francés estimó que tenían entre 90 y 100 guerreros y que eran de 270 a 300 individuos. En 1758 se estimó su número en 60 guerreros y en 1784 en 25, de manera que su población se calculaba en 60 individuos en 1803. En 1907 unos 800-900 indios y mestizos se declaraban houma, pero el censo de 1910 sólo daba 125 indios en Terrebonne. En 1920 serían 639 y en 1930 936 en Terrebonne y 11 en La Fourche. Frank Speck, sin embargo, calcula que son el doble. Según el censo de 2000, había 7.284 houma en Luisiana y 284 en Misisipi.

## Historia
En 1682 les visitó René Robert Cavelier de La Salle. Por otra parte, Henri de Tonti hizo una alianza con ellos en 1686. En 1699 también fueron visitados por Pierre Le Moyne d'Iberville, quien afirmó que su campamento era el más grande del Misisipi. En 1700 les visitó otra vez, envió misioneros y construyeron una iglesia, descrita poco más tarde por Gravier. Unos años después recibieron hospitalariamente a los tunica, pero en 1706 les obligaron a irse de su asentamiento, destruyeron parte de la tribu y los expulsaren Misisipi abajo. Se establecieron en Bayou St John, cerca de Nueva Orleans, pero más adelante se fueron a las cercanías de Ascension Parish. En 1776 vendieron el resto de sus tierras a dos criollos franceses, aunque se quedaron hasta la Compra de Luisiana por los EE. UU. En 1805 se fueron a vivir con los attacapa, cerca del lago Charles. Sus descendientes fueron yendo lentamente hacia los distritos costeros de Terrebonne y La Fourche, donde viven los horma actualmente, aunque muy mestizados con afroamericanos y blancos.